# Cáscara
Pour les articles homonymes, voir Cascara.
La Cáscara est un rythme présent dans les musiques africaines et cubaines :
Si on représente par 'x' les coups portés par le rythme et '0' les silences, on obtient un palindrome :
x0xx0x0xx0x0xx0x